# Atanus sagittifer
Atanus sagittifer är en insektsart som beskrevs av Rauno E. Linnavuori och Delong 1979. Atanus sagittifer ingår i släktet Atanus och familjen dvärgstritar. Inga underarter finns listade i Catalogue of Life.